# Vuelta al Táchira
La Vuelta al Táchira (it. Giro del Táchira) è una corsa a tappe maschile di ciclismo su strada che si svolge nello stato di Táchira, in Venezuela, ogni anno nel mese di gennaio. È inserita nell'UCI America Tour classe 2.2.

## Albo d'oro
Aggiornato all'edizione 2023.
| Anno | Vincitore               | Secondo                  | Terzo                   |
| ---- | ----------------------- | ------------------------ | ----------------------- |
| 1966 | Martín Emilio Rodríguez | Victor Leguizamón        | Gliserio Penagos        |
| 1967 | Gustavo Rincón          | Severo Hernández         | Jairo Cruz              |
| 1968 | Martín Emilio Rodríguez | Severo Hernández         | Javier Amado Suárez     |
| 1969 | Álvaro Pachón           | Hernando Gomez           | Nicolas Reidtler        |
| 1970 | Álvaro Pachón           | Pablo Hernández          | Miguel Samacá           |
| 1971 | Martín Emilio Rodríguez | Nicolas Reidtler         | Luis Gabino Rosales     |
| 1972 | Miguel Samacá           | Rafael Antonio Niño      | Fabio Acevedo           |
| 1973 | Santos Bermúdez         | Nicolas Reidtler         | Cirilo Correa           |
| 1974 | Álvaro Pachón           | Juan Morales             | Carlos Siachoque        |
| 1975 | Fernando Fontes         | Nicolas Reidtler         | Sergueï Morozov         |
| 1976 | Fernando Fontes         | Nicolas Reidtler         | Efraín Pulido           |
| 1977 | José Patrocinio Jiménez | Nicolas Reidtler         | Luis Enrique Murillo    |
| 1978 | Efraín Rodríguez        | José Patrocinio Jiménez  | Plinio Casas            |
| 1979 | José Duaxt              | Viktor Okolelov          | Arcadio Méndez          |
| 1980 | Epifanio Arcila         | Manuel Ignacio Gutiérrez | Fabio Navarro           |
| 1981 | Carlos Siachoque        | Alexandre Gussiatnikov   | Fabio Parra             |
| 1982 | Ramazan Galaletdinov    | Jorge Orozco             | Enrique Campos          |
| 1983 | Mario Medina            | Martín Ramirez           | Alexandre Krasnov       |
| 1984 | Carlos Alba             | Aleksandr Kulikov        | Leonid Arkhipov         |
| 1985 | José Lindarte           | Fernando Correa          | Elio Villamizar         |
| 1986 | Eduardo Alonso          | José Lindarte            | Samuel Villamizar       |
| 1987 | Elio Villamizar         | Fernando Correa          | Pedro Mora              |
| 1988 | Vjačeslav Ekimov        | Luis Barroso             | Mario Medina            |
| 1989 | Luis Moreno             | Jose Villamizar          | Vjačeslav Ekimov        |
| 1990 | José Díaz               | Augusto Triana           | Alexis Méndez           |
| 1991 | Ángel Camargo           | Juan Rosero              | José Jaime González     |
| 1992 | Luis Barroso            | Josué López              | Santiago Amador         |
| 1993 | Leonardo Sierra         | José Ibáñez              | Omar Pumar              |
| 1994 | Alexis Méndez           | Carlos Maya              | Edinel Figueroa         |
| 1995 | Carlos Maya             | Rónald Bermúdez          | Omar Pumar              |
| 1996 | Raúl Gómez              | Giovanni Vargas          | Omar Pumar              |
| 1997 | César Salazar           | Argiro Zapata            | Hernán Muñoz            |
| 1998 | Julio César Blanco      | Alvaro Lozano            | Robinson Merchan        |
| 1999 | Aldrin Salamanca        | Freddy González          | Vladimir Forero         |
| 2000 | Noel Vásquez            | Carlos Maya              | Omar Puma               |
| 2001 | Noel Vásquez            | Carlos Maya              | Aldrin Salamanca        |
| 2002 | Freddy Vargas           | Noel Vasquez             | José Rujano             |
| 2003 | Hernán Muñoz            | Carlos Maya              | Yeison Delgado          |
| 2004 | José Rujano             | Freddy González          | Carlos Maya             |
| 2005 | José Rujano             | José Chacon              | Carlos Maya             |
| 2006 | Manuel Medina           | José Serpa               | Hernán Buenahora        |
| 2007 | Hernán Buenahora        | Manuel Medina            | Jackson Rodríguez       |
| 2008 | Manuel Medina           | Yeison Delgado           | José Contreras          |
| 2009 | Rónald González         | Tomás Gil                | Jonathan Monsalve       |
| 2010 | José Rujano             | José Alarcón             | Noel Vásquez            |
| 2011 | Manuel Medina           | Carlos Becerra           | Noel Vásquez            |
| 2012 | Jimmi Briceño           | Rónald González          | Manuel Medina           |
| 2013 | Yeison Delgado          | José Chacon              | Carlos Gálviz           |
| 2014 | Jimmi Briceño           | Carlos Gálviz            | Juan Murillo            |
| 2015 | José Rujano             | Juan Murillo             | Yeisson Rogelio Delgado |
| 2016 | Joseph Chavarria        | Jorge Abreu              | Yosvan Rojas            |
| 2017 | Yonathan Salinas        | Jimmy Briceño            | Jhorman Flores          |
| 2018 | Pedro Gutiérrez         | Rónald González          | Rafael Medina           |
| 2019 | Jimmy Briceño           | Luis Mora                | Yonathan Salinas        |
| 2020 | Roniel Campos           | Juan Carlos Ruiz         | Kevin Rivera            |
| 2021 | Roniel Campos           | Óscar Sevilla            | Danny Osorio            |
| 2022 | Roniel Campos           | Eduin Becerra            | Didier Merchán          |
| 2023 | José Alarcón            | Juan José Ruiz           | Juan Diego Alba         |